# Christiansen
Christiansen ist ein Familienname.

## Herkunft und Bedeutung
Der Name „Christiansen“ ist ein patronymisch gebildeter Familienname mit der Bedeutung „Sohn des Christian“. Der Name ist vor allem im deutschen (insbesondere in Schleswig-Holstein), dänischen, norwegischen und schwedischen Sprachraum verbreitet.

## Varianten
- Christianson, Kristiansen

## Namensträger

### A
- Anders Christiansen (Fußballspieler) (* 1990), dänischer Fußballspieler
- Anders Baasmo Christiansen (* 1976), norwegischer Schauspieler
- Andreas Christiansen (1743–1811), dänischer Kaufmann und Reeder
- Ann Christiansen (* 1966), schwedische Schwimmerin
- Arne Christiansen (Politiker) (1925–2007), dänischer Journalist und Politiker
- Arne Christiansen (Sprecher), deutsch-kanadischer Synchronsprecher und Übersetzer
- Arne B. Christiansen (1909–1983), norwegischer Skispringer

### B
- Bill Christiansen (1914–2000), US-amerikanischer Politiker
- Birgit Christiansen (* 1974), deutsche Altorientalistin
- Broder Christiansen (1869–1958), deutscher Philosoph und Sprachwissenschaftler
- Bryan Christiansen (* 1975), US-amerikanischer Basketballspieler

### C
- Carina Christiansen (Carina Rosenvinge Christiansen; * 1991), dänische Bogenschützin
- Carl Christiansen (1884–1969), deutscher Polizeipräsident und Fregattenkapitän
- Casper Munk Christiansen (* 1986), dänischer Volleyballspieler
- Christian Christiansen (Physiker) (1843–1917), dänischer Physiker
- Christian Christiansen (Pianist) (1884–1955), dänischer Pianist und Organist
- Christian Christiansen (Politiker) (1895–1963), dänischer Politiker
- Christian Christiansen (Syndikalist), dänischer Syndikalist, siehe Asger Jorn
- Christian Christiansen (Sänger), dänischer Sänger (Bass)
- Christian Christiansen (Futsalspieler) (* 1989), dänischer Futsal- und Fußballnationalspieler
- Christian E. Christiansen (* 1972), dänischer Filmregisseur und -produzent
- Christina Roslyng Christiansen (* 1978), dänische Handballspielerin, siehe Christina Roslyng
- Claus Christiansen (* 1967), dänischer Fußballspieler

### D
- David Christiansen (* 1976), deutscher Komponist

### E
- Eigil Kragh Christiansen (1894–1943), norwegischer Segler
- Erik Christiansen (* 1956), dänischer Ruderer
- Ernst Christiansen (Journalist) (1877–1941), dänischer Journalist
- Ernst Christiansen (Maler) (1881–1918), deutscher Maler
- Ernst Christiansen (1891–1974), dänischer Journalist, Schriftsteller und Politiker (Danmarks Kommunistiske Parti, Socialdemokraterne), Mitglied des Folketing, Minister
- Eva Christiansen (* 1970), deutsche Politikerin (CDU)

### F
- Frederik Roslyng Christiansen (* 2005), dänischer Fußballspieler, siehe Frederik Roslyng
- Friedrich Christiansen (1879–1972), deutscher Fliegergeneral
- Friedrich Christiansen-Weniger (1897–1989), deutscher Agrarexperte und Hochschullehrer

### G
- Georg-Stuhr Christiansen (1914–1997), deutscher Seeoffizier
- Georgi Borissowitsch Christiansen (1927–2000), russischer Physiker

### H
- Hanna Christiansen (* 1973), deutsche Psychologin und Hochschullehrerin
- Hanne Hvidtfeldt Christiansen (* 1965), dänische Geografin
- Hans Christiansen (Maler) (1866–1945), deutscher Kunsthandwerker und Maler
- Hans Christiansen (Segler) (1867–1938), norwegischer Segler
- Hans C. Christiansen (1906–2001), dänischer Kaufmann und Wirtschaftswissenschaftler
- Henning Christiansen (1932–2008), dänischer Komponist
- Henning Christiansen (Cartoonist) (* 1974), deutscher Cartoonist, Filmemacher und Autor
- Henrik Christiansen (Bischof) (1921–2011), dänischer Geistlicher, Bischof von Aalborg
- Henrik Christiansen (Eishockeyspieler) (* 1961), dänischer Eishockeyspieler und -trainer
- Henrik Christiansen (Eisschnellläufer) (* 1983), norwegischer Eisschnellläufer
- Henrik Christiansen (Schwimmer) (* 1996), norwegischer Schwimmer
- Holger Christiansen (* 1957), deutscher Kinderarzt und Krebsforscher

### I
- Ingeborg Christiansen (* 1930), deutsche Schauspielerin bei Bühne und Film
- Isobel Christiansen (* 1991), englische Fußballspielerin

### J
- Jack Christiansen (1928–1986), US-amerikanischer American-Football-Spieler und -Trainer
- James G. Christiansen (1897–1982), US-amerikanischer Generalmajor
- Jesper Christiansen (* 1978), dänischer Fußballspieler
- Jessie Christiansen, australische Astrophysikerin
- Joan Christiansen (* 1988), dänische Badmintonspielerin
- Johan-Sebastian Christiansen (* 1998), norwegischer Schachspieler
- Johannes Christiansen (1809–1854), deutscher Rechtsgelehrter
- Jørgen Ryg Christiansen (1927–1981), dänischer Jazzmusiker und Comedian
- Jörn Christiansen, deutscher Volkskundler; Direktor des Focke-Museums (Bremer Landesmuseum für Kunst und Kulturgeschichte)
- Julie Christiansen (Politikerin) (* 1968), norwegische Politikerin
- Julie Christiansen (Schauspielerin) (* 1987), dänische Schauspielerin
- Julius Christiansen (1897–1951), deutscher Politiker (DVP)

### K
- Kai Christiansen (* 1968), deutscher Regisseur und Drehbuchautor
- Karianne Christiansen (1949–1976), norwegische Skirennläuferin
- Karl Christiansen  (1890–1932), grönländischer Katechet und Landesrat
- Kasper Tom Christiansen (* 1981), dänischer Jazz-Schlagzeuger
- Kenneth A. Christiansen (1924–2017), US-amerikanischer Biologe
- Kerrin Christiansen (1948–2017), deutsche Anthropologin und Humanbiologin
- Kim Christiansen (Politiker) (* 1956), dänischer Politiker
- Kim Christiansen (Snowboarder) (* 1976), norwegischer Snowboarder

### L
- Larry Christiansen (* 1956), US-amerikanischer Schachspieler
- Lars Christiansen (* 1972), dänischer Handballspieler
- Lauritz Christiansen (Segler) (1867–1930), norwegischer Segler
- Lauritz Christiansen (Leichtathlet) (1892–1976), dänischer Langstreckenläufer
- Liv Jagge-Christiansen (* 1943), norwegischer Skirennläuferin
- Lorang Christiansen (1917–1991), norwegischer Radrennfahrer
- Louis Christiansen (* 2007), deutscher Schauspieler

### M
- Mads Christiansen (* 1986), dänischer Handballspieler
- Mariana Christiansen (* 1948), rumänisch-deutsche Trainerin in der Rhythmischen Sportgymnastik
- Marianne Christiansen (1963), dänische Geistliche, Bischöfin von Haderslev
- Mark Christiansen (* um 1963), dänischer Badmintonspieler
- Martin Christiansen (Segler) (* 1969), deutscher Segler
- Martin Christiansen (Fußballspieler) (* 1988), norwegischer Fußballspieler
- Martin Bernhard Christiansen (1926–2014), deutscher Architekt
- Mathias Christiansen (Schriftsteller) (* 1968), deutscher Schriftsteller
- Mathias Christiansen (Badminton) (* 1994), dänischer Badmintonspieler
- Max Christiansen (Politiker) (1907–1980), deutscher Politiker (CDU)
- Max Christiansen (Fußballspieler) (* 1996), deutscher Fußballspieler
- Max Christiansen-Clausen (1899–1979), deutscher Fabrikant, Funker und Aufklärer der Roten Armee
- Maja Christiansen (* 1996), norwegische Schauspielerin
- Morten Christiansen (Radsportler) (* 1974), norwegischer Radrennfahrer
- Morten Voss Christiansen (* 1979), dänischer Radrennfahrer

### N
- Nanna Christiansen (* 1989), dänische Fußballspielerin

### O
- Ole Kirk Christiansen (1891–1958), dänischer Kunsttischler und Unternehmer
- Ole Christiansen (Maler) (1955–2018), deutscher Maler und Philosoph

### P
- Pål H. Christiansen (* 1958), norwegischer Schriftsteller
- Palle Christiansen (* 1973), dänisch-grönländischer Politiker (Demokraatit) und Zahnarzt
- Paul Christiansen (1807–1893), Maurer- und Baumeister
- Per Christiansen (* 1949), norwegischer Jurist, Hochschullehrer und EFTA-Richter
- Peter Christiansen (Fußballspieler) (* 1975), dänischer Fußballspieler
- Peter F. Christiansen (1923–2012), färöischer Politiker
- Peter Fich Christiansen (* 1941), dänischer Ruderer
- Peter Munk Christiansen (* 1956), dänischer Politikwissenschaftler und Hochschullehrer

### R
- Ragnar Christiansen (1922–2019), norwegischer Politiker
- Rolf Christiansen (* 1957), deutscher Politiker (SPD)
- Rudolf Christiansen (1943–2019), deutscher Fußballspieler

### S
- Sabine Christiansen (* 1957), deutsche Journalistin und Fernsehmoderatorin
- Sigurd Christiansen (1891–1947), norwegischer Schriftsteller
- Sigvard Christiansen (* 1866), grönländischer Landesrat
- Silke Christiansen (* 1973), eine deutsche Handballtorhüterin und -trainerin
- Svein Christiansen (1941–2015), norwegischer Jazzmusiker

### T
- Theis Christiansen (* 1984), dänischer Badmintonspieler
- Theodor Christiansen (Buchhändler, 1852) (1852–1927), deutscher Buchhändler und Betriebsgründer
- Theodor Christiansen (Buchhändler, 1886) (1886–1957), deutscher Buchhändler
- Thomas Christiansen (* 1973), spanisch-dänischer Fußballspieler
- Thor Nis Christiansen (1957–1981), dänisch-amerikanischer Serienmörder
- Thue Christiansen (1940–2022), grönländischer Künstler und Politiker
- Tiril Sjåstad Christiansen (* 1995), norwegische Freestyle-Skisportlerin
- Tom Christiansen (* 1956), norwegischer Skispringer

### V
- Vetle Sjåstad Christiansen (* 1992), norwegischer Biathlet
- Vilhelm Christiansen (* 1940), grönländischer Politiker

### W
- Waldemar Christiansen (1920–1997), deutscher Politiker (FDP)
- Wilhelm Christiansen (Botaniker) (1885–1966), deutscher Botaniker und Mittelschullehrer
- Wilhelm Ludwig Christiansen (1920–2011), deutscher Heimatforscher